# Ibrahim Assaf
Pour les articles homonymes, voir Assaf.
Ibrahim Assaf est un diplomate libanais. Il a représenté son pays aux Nations unies de 2000 à 2006. 

## Biographie
Entre 2005 et 2006 il a été le Chargé d'Affaires du Liban aux Nations unies. Il était le Représentant Permanent adjoint aux Nations unies, lors de l'adoption par le Conseil de Sécurité en 2004 de la Résolution 1559, demandant à la Syrie de retirer ses troupes stationnées au Liban. Ibrahim Assaf a joué un rôle central durant l'adoption de la Résolution 1595, qui a créé la Commission d'enquête internationale indépendante pour enquêter sur tous les aspects de l'assassinat de l'ancien Premier Ministre du Liban Rafic Hariri. Il a aussi représenté son pays dans la réunion du Conseil de Sécurité durant l'adoption de la Résolution 1644, qui a initié la formation d'un Tribunal de caractère international, pour juger les personnes qui seraient mises en cause dans l'assassinat de Rafic Hariri.